# Ter Wadding
Ter Wadding is een landhuis en landgoed in de gemeente Voorschoten.

## Geschiedenis
Huis Ter Wadding, dat gebouwd is op een stuk grond dat vroeger eigendom was van kasteel De Werve, komt in 1687 voor het eerst ter sprake. Men spreekt dan van een "huizinge" Ter Wadding en van een tuinmanswoning en een aanleg ("plantagiën"). Eigenaar in dat jaar van het goed wordt de Leidenaar Johannes Minne. Tevens wordt het genoemd in 1729, bij de veiling na het overlijden van de eigenaar. Omstreeks 1770 gaf lakenverver Willem van Noort uit Leiden opdracht om het huidige huis Ter Wadding te bouwen.
De naam Ter Wadding stamt uit de Middeleeuwen toen de Haagsche Schouw (thans gemeente Leiden), "het veer ter Wadding" werd genoemd. Ook zou het te maken kunnen hebben met een nog oudere vermelde doorwaadbare plek door de Rijn.
De klokkentoren, afkomstig van de buitenplaats Adegeest te Voorschoten, werd in 1860 op het dak van Ter Wadding geplaatst. In 1964 vertrok de laatste bewoner, de weduwe A.E.S.R. Insinger, om het huis na zes jaar leegstand in 1970 aan de provincie Zuid-Holland te verkopen. Na renovatie en ingebruikname als kantoorpand werd Ter Wadding in 2005 aangekocht door de gemeente Voorschoten, om het vervolgens door te verkopen aan een projectontwikkelaar voor renovatie.
Sinds november 2010 is het Cardiologie Centrum Voorschoten in Ter Wadding gevestigd met een poli cardiologie. Een samenwerking van Leids Universitair Medisch Centrum, Bronovo en Cardiologie Centra Nederland Ook andere bedrijven houden kantoor in het huis.

## Fotogalerij

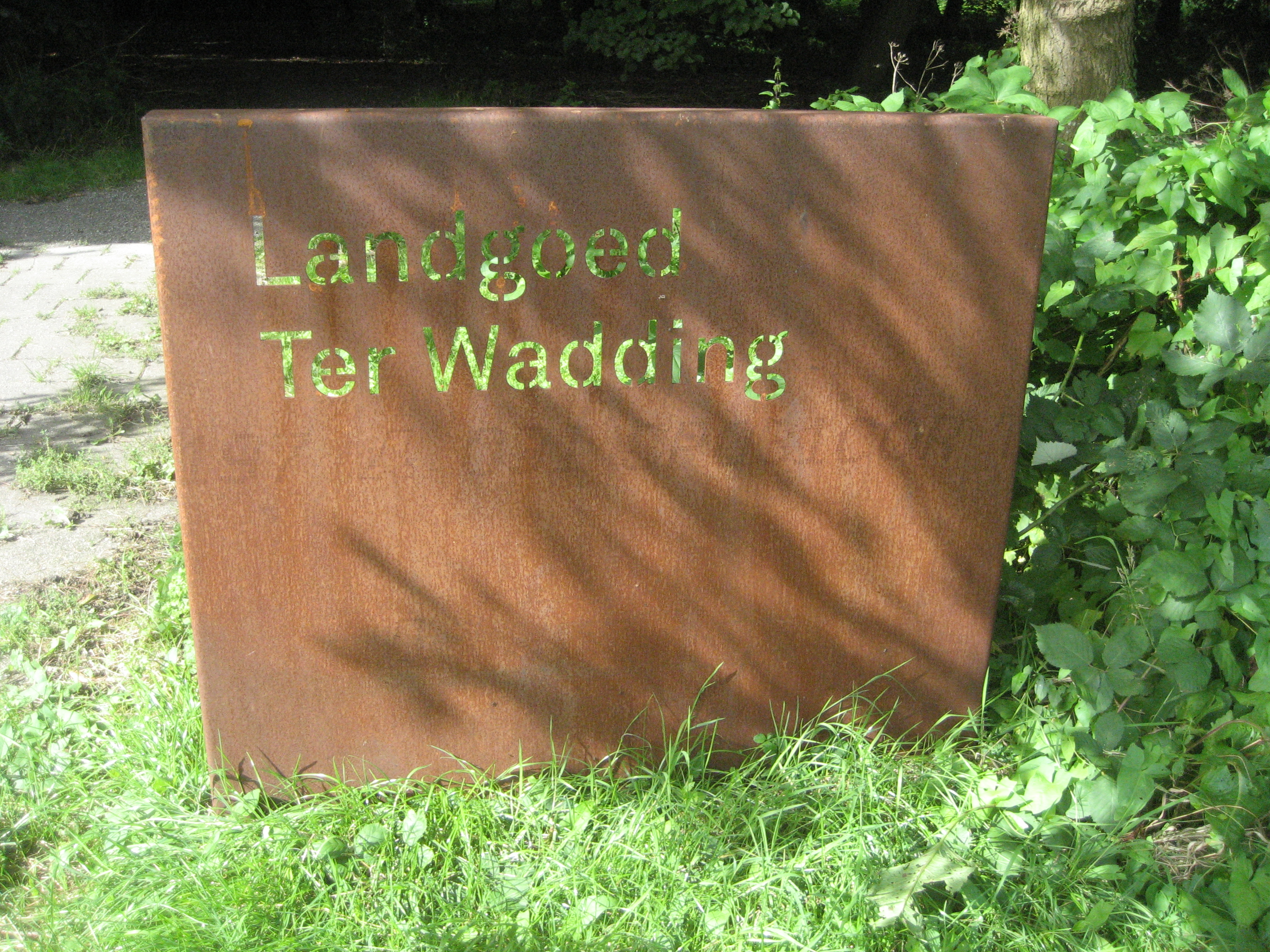
Ingang Landgoed Ter Wadding
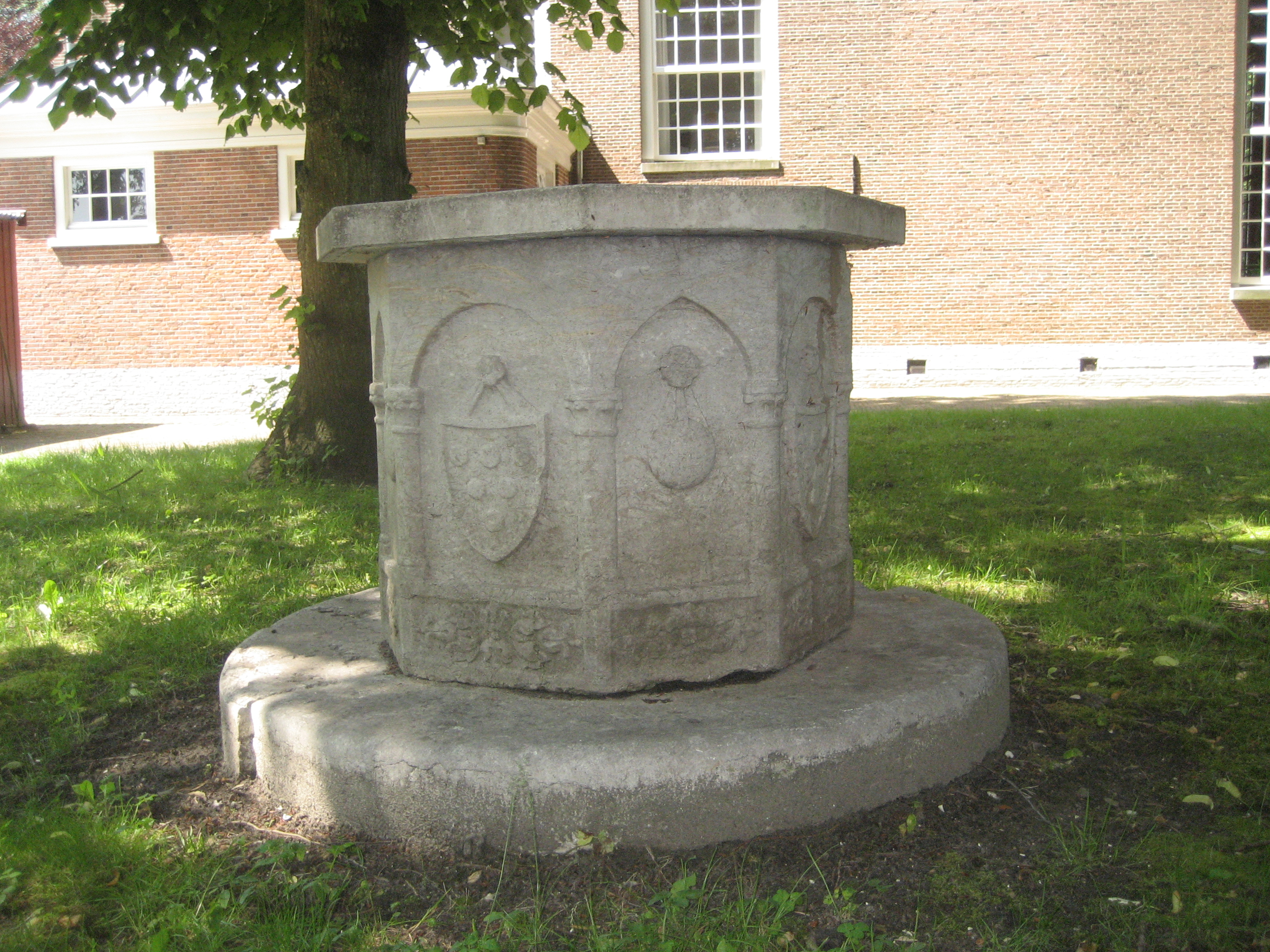
Tuinornament
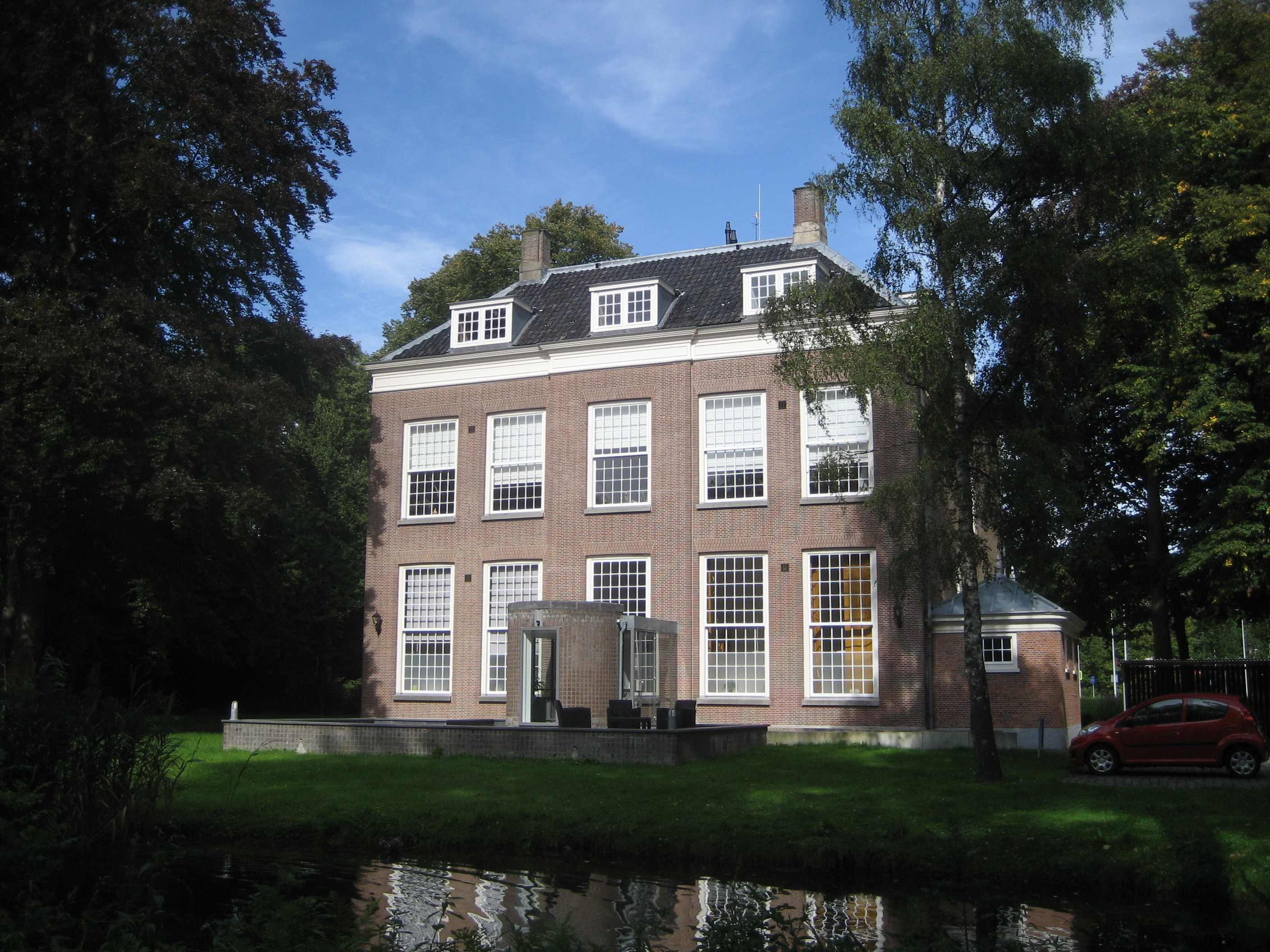
Achterzijde landhuis
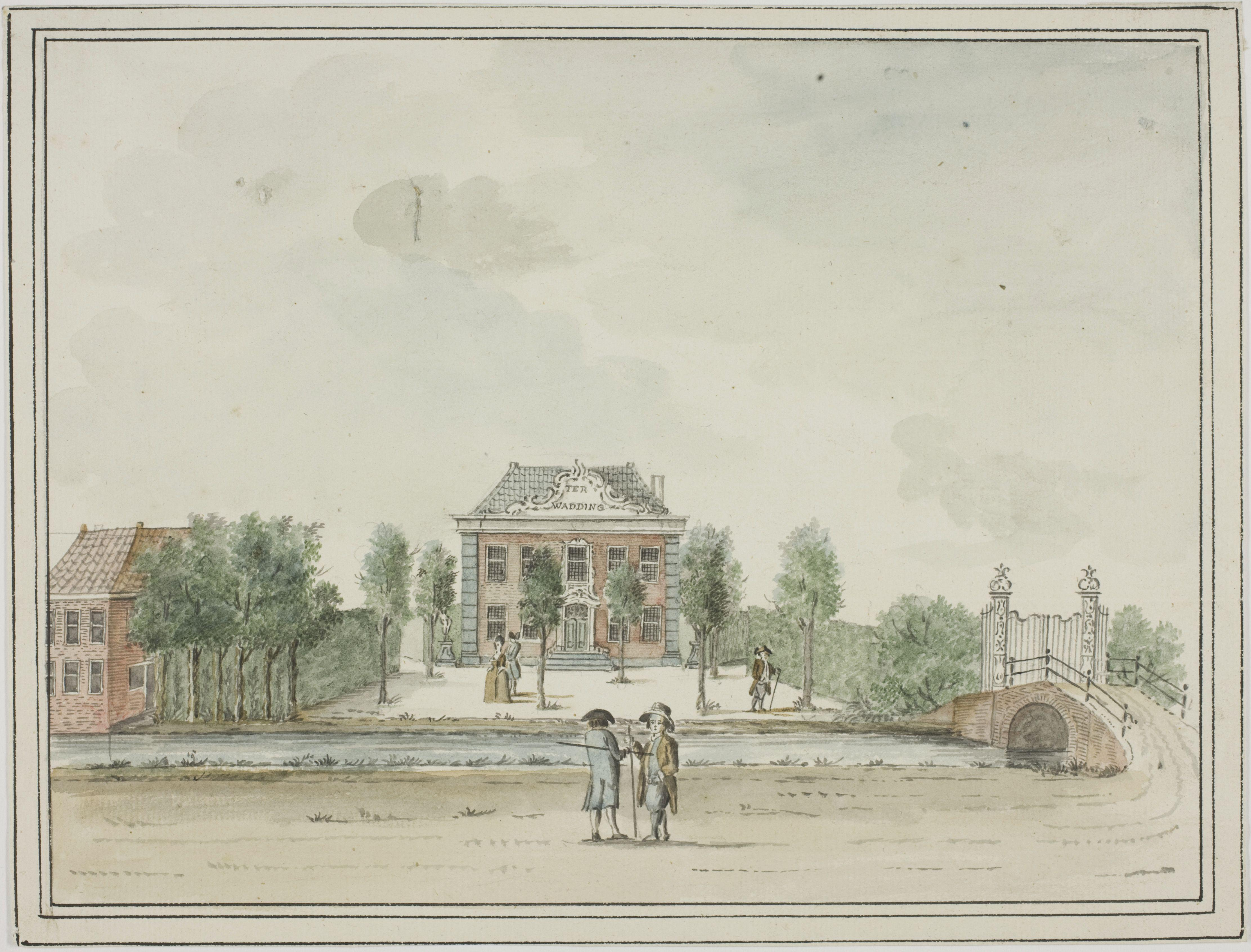
Ter Wadding in 1788 (tekening Timmermans)